# 京石旅客専用線
京石旅客専用線（けいせきりょかくせんようせん、中文表記: 京石客运专线、英文表記: Beijing–Shijiazhuang High-Speed Railway）は、中華人民共和国の北京市と河北省石家荘市を結ぶ高速鉄道。

## 概要
中華人民共和国の「四縦四横」高速鉄道ネットワーク計画のうち、京港旅客専用線を形成する路線の一つである。全長281km。建設予算総額は438億7,000万元。2008年10月7日から工事を始め、2012年12月26日に開業した。電車の最高営業速度は350km/h。2008年に在来線で北京から石家荘まで4時間かかっていたところを最速1時間19分に短縮した。
開業と同時に石武旅客専用線・武広旅客専用線、広深港高速鉄道との直通運転が開始され、北京西駅〜香港西九龍駅間の最長距離2,230kmを運行する高速動車も登場し、所要時間は最速8時間56分である。
北京西駅から石家荘駅まで、全部で7駅を設置し、将来は改築中の豊台駅にも乗り入れる予定である。大部分が高架線でスラブ軌道を採用している。

## 駅一覧
| 駅名       | 駅名         | 駅名              | 駅間 キロ | 累計 キロ | 接続路線・備考                                                             | 所在地 | 所在地   | 所在地   |
| 日本語     | 簡体字中国語 | 英語              | 駅間 キロ | 累計 キロ | 接続路線・備考                                                             | 所在地 | 所在地   | 所在地   |
| ---------- | ------------ | ----------------- | --------- | --------- | -------------------------------------------------------------------------- | ------ | -------- | -------- |
| 北京西駅   | 北京西站     | Beijing West      | 0.0       | 0.0       | 中国国鉄:京広線・京九線 ・北京地下直径線 ■北京地下鉄7号線 ■北京地下鉄9号線 | 北京市 | 豊台区   | 豊台区   |
| 涿州東駅   | 涿州东站     | Zhuozhou East     | 62        | 62        |                                                                            | 河北省 | 保定市   | 涿州市   |
| 高碑店東駅 | 高碑店东站   | Gaobeidian East   | 21        | 83        |                                                                            | 河北省 | 保定市   | 高碑店市 |
| 保定東駅   | 保定东站     | Baoding East      | 56        | 139       |                                                                            | 河北省 | 保定市   | 清苑区   |
| 定州東駅   | 定州东站     | Dingzhou East     | 62        | 201       |                                                                            | 河北省 | 保定市   | 定州市   |
| 正定空港駅 | 正定机场站   | Zhengding Airport | 43        | 244       |                                                                            | 河北省 | 石家荘市 | 正定県   |
| 石家荘駅   | 石家庄站     | Shijiazhuang      | 37        | 281       | ■石太旅客専用線 ■石武旅客専用線                                            | 河北省 | 石家荘市 | 橋西区   |